# Krzysztof Czarniecki
Krzysztof Czarniecki herbu Łodzia (ur. 1564, zm. 1636 w Kaliszu) – dworzanin królewski, starosta chęciński i żywiecki.
W czasie walk o tron polski poparł w 1588 Jana Zamoyskiego i przyłączył się do obozu Zygmunta III Wazy, był uczestnikiem bitwy pod Byczyną. Jako dworzanin nowego króla brał udział w obu jego wyprawach do Szwecji w 1593 i 1598. Uczestnik wojny polsko-szwedzkiej 1600–1611, w bitwie pod Kircholmem dał wielkie dowody odwagi osobistej. Uczestniczył też w wyprawie na Moskwę w czasie wojny polsko-rosyjskiej 1609–1618. W dowód uznania mianowany w 1618 starostą chęcińskim, a w 1625 na wyraźną prośbę królowej Konstancji, król obdarował go bogatym starostwem żywieckim.
Z pierwszej żony Krystyny Rzeszowskiej dochował się 10 synów i jednej córki. Jego synami byli m.in. hetman polny koronny Stefan Czarniecki, pułkownik Paweł Czarniecki, jezuita Franciszek Czarniecki, miecznik czernihowski Marcin Czarniecki. Z drugiej żony Jadwigi Brzostowskiej potomstwa nie doczekał. W 1634 porzucił kalwinizm i dokonał konwersji na katolicyzm. Został pochowany w kościele św. Wojciecha i św. Stanisława Biskupa w Kaliszu.